# David Joyce
David Edward Joyce američki je matematičar poznat po svojemu virtualnom interaktivnom izdanju Euklidovih Elemenata.

## Vanjske poveznice
- Mrežno izdanje Euklidovih Elemenata